# 張修程
張修程（1979年—），原籍江蘇，出生於臺灣南投縣，畢業於國立聯合工商專科學校（國立聯合大學前身），為七海寓所侍警衛分遣組上校副組長蔣志太的八極拳與太極拳學生。
自小隨父親（法院警察）習練擒拿術，中學時師從陳炳鎔學習太極拳及推手，隨蔣志太學太極刀、太極短棍；退伍後學習八極拳。
二十多年練功，寒暑不輟，擅長楊氏太極拳拳、24式太極拳、42式太極拳、楊氏太極刀、楊氏太極短棍及八極拳；為中華民間傳統武術（八極拳）六段。
曾多次參加新北市運動會武術比賽均獲佳績，其中1999年、2001年新北市運動會上榮獲42式太極拳冠軍。
其習武經歷與業績，分別於2011年與2016年前後編入《當代中華武術大典》系列之《中華武林人物誌》及《當代中華傳統武術優秀傳承人名錄》；於2012年中國國際武術文化發展研究中心授予其八極拳六級（段）位證書。於2017年榮獲台灣武術協會第八屆「推行武術運動有功人員」獎項其中一位受獎老師。

## 資料來源
中時電子報：憨厚工程師得八極拳真傳 （页面存档备份，存于）
重視人身安全 學子習武防身
國中遭霸淩 練拳防身變教練 （页面存档备份，存于）

## 外部連結
- 張修程Facebook
- 八極拳.太極拳-傳統武學心得紀要